# Emmanuel Carballo
Manuel Carballo Chávez, conocido como Emmanuel Carballo (Guadalajara, Jalisco, México, 2 de julio de 1929 - Ciudad de México, 20 de abril de 2014) fue un escritor, ensayista, crítico literario, editor y periodista mexicano.

## Biografía
Fue hijo de Avelino Carballo y María Gertrudis Chávez. Fue uno de los críticos literarios más reconocidos de México. Su trayectoria literaria le valió gran cantidad de premios, tales como el Premio Jalisco de Literatura (1990); el Premio Arlequín (1999); el Premio Iberoamericano de Poesía Ramón López Velarde (2005); el Premio Nacional de Ciencias y Artes en el área de Lingüística y Literatura, el Premio Mazatlán de Literatura (2006) y el Premio Nacional Periodismo Cultural Fernando Benítez (2006); la Medalla Alfonso Reyes de la UANL (2008) y el Premio Letras de Sinaloa (2010).
Estudió Derecho en la Universidad de Guadalajara, pero abandonó la carrera para dedicarse a la literatura. Fue profesor de Literatura en dicha universidad y en la Universidad Nacional Autónoma de México (UNAM), entre otras. Ha conducido programas culturales en radio y televisión. Fundó la editorial Diógenes, la Revista Mexicana de Literatura (junto con Carlos Fuentes), el suplemento La Cultura en México de la revista Siempre!; las revistas Ariel y Odiseo de Guadalajara; y dirigió o colaboró en numerosas publicaciones culturales. Entre otras colaboró en La Gaceta del Fondo de Cultura Económica, El Gallo Ilustrado, Ovaciones, Punto, Revista de Occidente, Revista Sur de Buenos Aires, y el suplemento Sábado de Unomásuno.
Algunos de sus cuentos fueron ilustrados por el dibujante Enrique Sobisch.
Emmanuel Carballo fue autor de una vasta obra ensayística y de investigación, además de haber dirigido numerosas obras colectivas y antologías literarias, en particular sobre literatura mexicana.

## Obra publicada
Poesía
- Amor se llama (Ediciones Et caetera, Guadalajara, 1951)
- Los dueños del tiempo, 1966
- Eso es todo (Editorial Diógenes, México, 1972)

Cuentos
- Gran estorbo la esperanza (Editorial Los Presentes, México, 1954)

Ensayo
- Ramón López Velarde en Guadalajara (Ediciones Et caetera, Guadalajara, 1952)
- Diecinueve protagonistas de la literatura mexicana. (Empresas Editoriales, México, 1965) (6a. Edición corregida y aumentada, México, Alfaguara, 2005)
- Martín Luis Guzmán, escritor de dos épocas (UNAM, México, 1985)
- Protagonistas de la literatura hispanoamericana del siglo XX (Ermitaño, México, 1985; UNAM, México, 1986) (3a. edición, Alfaguara, 2007)
- Bibliografía de la novela mexicana del siglo XX (UNAM, México, 1988)
- Historia de las letras mexicanas en el siglo XIX (Universidad de Guadalajara, Guadalajara, 1991)
- Diccionario crítico de las letras mexicanas en el siglo XIX (Océano, México, 2001)

Memorias
- Ya nada es igual. Memorias 1929-1953 (Escritura en Marcha. Guadalajara/México, 1994) (5a edición, México, Fondo de Cultura Económica, 2004)
- Diario Público 1966-1968 (Conaculta, México, 2006)
- Párrafos para un libro que no publicaré nunca (Conaculta, 2013)

Antologías
- El cuento mexicano, 1964
- Cuentistas mexicanos modernos, 1966
- Narrativa mexicana de hoy, 1969